# Шариф Шейх Ахмед
Шаріф Шейх Ахмед (; народився 25 липня 1964) — сомалійський політик, 7-й президент Сомалі з 2009 по 2012 роки.
З 2004 по 2007 рік він очолював Союз ісламських судів (ICU), а потім до кінця 2008 року очолював Альянс за повторне звільнення Сомалі (ARS). У січні 2009 року він обраний президентом Сомалі, спостерігаючи за переходом країни від Перехідного федерального уряду (ПФУ) до Федерального уряду Сомалі (ФГС) протягом свого трирічного терміну.
Після президентства він став головою політичної партії Хіміло Каран, а також засновником і керівником Форуму національних партій. Він є головою Ради кандидатів у президенти Сомалі.

## Раннє життя та кар'єра
Народився 25 липня 1964 року в місті Махадай на півдні регіону Середня Шабель, де в дитинстві вивчав іслам, арабську мову та Коран. Він почав свою освіту в Інституті Шейха Суфі, який був пов'язаний з Університетом Аль-Азгар в Єгипті. У середині 1990-х навчався в університетах Лівії та Судану, де отримав ступінь бакалавра права та ісламського шаріату.
Шаріф вирушив до Сомалі в 2000 році в той час, коли Сомалі перебувало під контролем військових, а друзі не могли відвідувати один одного в Могадішо через клановий розкол і недовіру. Спадщина громадянської війни була очевидна скрізь у Сомалі, і Шаріф мав амбіції врятувати свою країну та свій народ. Він створив агентство Al Shuruuq, установу культури та спадщини, а також Федерацію підлітків у Могадішо, яка сприяла соціальному спілкуванню молодих сомалійців, які ніколи раніше не перетинали кордонів, сформованих воєначальниками. У результаті жителі Могадішо почали перетинати межі, де друзі, однокласники та старші могли зібратися разом. Шаріф став регіональним прокурором провінції Середня Шабель між 2001 і 2002 роками.
У Сомалі вже почали спостерігатися швидкі політичні та економічні зміни під час його перших шести місяців керівництва. Воєначальники та їхній вплив були усунені з міста за допомогою підтримки людей, що дозволило вперше за шістнадцять років знову відкрити міжнародний аеропорт Могадішо та морський порт Могадішо.
У той час Перехідний федеральний уряд, який було створено в Найробі у 2004 році, був крихким органом, який був розділеним і слабким. Ефіопська армія вторглася в Сомалі, намагаючись допомогти Перехідному федеральному уряду, і скинула Союз ісламського суду. Шаріф зустрівся з послом США в Кенії для переговорів щодо співпраці з перехідним федеральним урядом, після чого він вирушив до Ємену, щоб зустрітися з іншими колишніми членами Союзу ісламських судів.
Як лідер опозиції у вигнанні Шаріф, колишній лідер Союзу ісламських судів, шукав штаб-квартиру для створення нової політичної партії Альянсу за повторне звільнення Сомалі. У вересні 2007 року майже 500 делегатів зібралися в Асмері в Еритреї, включаючи ісламістів, парламентарів, громадянські організації та діаспору, і прийняли конституцію. Партія Шаріфа, Альянс за повторне визволення Сомалі, 9 червня 2008 року в Джибуті підписала мирний договір з Перехідним федеральним урядом під назвою Джибутійська угода.

## Президент Сомалі
Адміністрація Шаріфа надала федеральному уряду Сомалі перехідний статус після краху попередньої правлячої адміністрації в 1991 році.
Його адміністрації приписують розробку конституції Сомалі та створення ключових інституцій, таких як поліція, збройні сили та судова система. Він створив Національну армію Сомалі, відкрив головний морський порт Могадішо та відновив роботу центрального банку.
Під керівництвом Шаріфа перехідному федеральному уряду вдалося витіснити ісламістів Аль-Шабааб зі столиці та її околиць, встановивши безпеку, мир і примирення протягом важкого перехідного періоду.
Після перемоги на виборах 31 січня 2009 року президент Шаріф склав присягу пізніше в той же день у готелі Кемпіньський у Джибуті. Шаріф пообіцяв сформувати уряд на широкій основі та запросив усі озброєні групи в спустошеній війною країні Африканського Рогу приєднатися до зусиль з примирення, спонсорованих ООН.
У жовтні 2010 року після відставки Омара Абдірашида Алі Шармарке Шаріф призначив колишнього першого секретаря посольства Сомалі у Вашингтоні Мохамеда Абдуллагі Мохамеда новим прем'єр-міністром Сомалі.
23 червня 2012 року федеральний уряд Сомалі та регіональні лідери зустрілися та схвалили проєкт конституції після кількох днів обговорень. Національні установчі збори переважною більшістю голосів прийняли нову конституцію 1 серпня: 96 % проголосували за неї, 2 % проти і 2 % утрималися.
Шаріф брав участь в президентських виборах і визнав свою поразку на них. Його широко хвалили за мирну передачу влади. Це була перша така передача в Сомалі за чотири десятиліття.

## Постпрезидентство
У січні 2019 року Шаріф оголосив про свій намір балотуватися на президентських виборах 2021 року від своєї політичної партії «Хіміло Каран», посилаючись на «неспроможність нинішнього керівництва відновити мир і безпеку» проти бойовиків «Аш-Шабааб», які все ще контролюють великі сільські регіони країни.. Коли група з 14 кандидатів у президенти зібралася в Могадішо на шестиденну конференцію в листопаді 2020 року, була сформована Рада кандидатів у президенти, і Шаріфа було призначено її головою.
15 травня 2022 року Шаріф отримав 39 із 328 парламентських голосів, поданих у першому турі голосування, зайнявши п'яте місце та не пройшов до другого туру. Переможцем став Хасан Шейх Мохамуд.